# بورفين
البورفين مركب عضوي صيغته C20H14N4، ويتألف بنيوياً من أربع حلقات بيرول متصلة مع بعضها بجسور ميثينية بشكل مغلق لتشكل في النهاية حلقة ضخمة.
يمثل مركب البورفين أبسط مركبات رباعيات البيرول؛ وهو مركب عطري وهو صلب ذو لون أحمر.
لا يوجد البورفين بشكل حر في الطبيعة، ولكن توجد مشتقات منه في الطبيعة على شكل مركبات بورفيرينات مثل بروتوبورفيرين 9؛ وكذلك رباعي فينيل البورفيرين.

## الخواص
بوجد المركب في الشروط القياسية على هيئة مركب صلب أحمر اللون، وهو ذي انحلالية جيدة في البيريدين والديوكسان، لكنه ينحل أو يذوب بشكل ضعيف في الكلوروفورم، بالمقابل فإنه لا ينحل في الأسيتون أو ثنائي إيثيل الإيثر.
يمكن أن يوجد البورفين بصيغتين حسب الرنين الكيميائي:

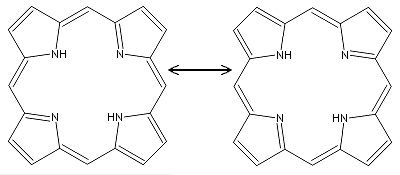
الرنين في البورفين.